# The Magic Fish
The Magic Fish es una novela gráfica semiautobiográfica escrita e ilustrada por Trung Le Nguyen. La novela cuenta la historia de Tiến Phong, un adolescente vietnamita estadounidense, que ayuda a su madre a aprender inglés a través de cuentos de hadas mientras lucha por contarle sobre su sexualidad. La novela gráfica debut de Nguyen fue publicada en 2020 por Random House Graphic, un sello de Penguin Random House. Nguyen fue nominado a un premio Eisner por su trabajo y el libro fue preseleccionado para los premios GLAAD y Lambda.

## Desarrollo

### Trasfondo
La historia contada en The Magic Fish está basada parcialmente en la vida del autor. Nguyen nació en un campo de refugiados y se mudó a Estados Unidos con sus padres, donde aprendieron inglés juntos, lo que incluía leer cuentos de hadas. A lo largo de la novela gráfica de Nguyen, los personajes principales comparten tres cuentos de hadas. Los dos primeros cuentos contados en El pez mágico son historias de La Cenicienta, y fueron elegidos por el autor para resaltar los diferentes orígenes de los personajes del hijo y la madre. El tercer cuento de hadas es La Sirenita de Hans Christian Andersen.

### Estilo
Un aspecto destacado por los críticos en la novela gráfica de Trung Le Nguyen es el uso de diferentes colores para «distinguir cada trama». Kirkus Reviews la describió como «una guía para los lectores», con los tres colores utilizados para resaltar si la viñeta actual está «ambientada en el presente, el pasado o dentro del cuento de hadas». Nguyen usa el color rojo para las viñetas en el presente, amarillo para las del pasado y morado para las que representan cuentos de hadas, llenando las viñetas con esos colores.

## Recepción
The Magic Fish recibió una reseña destacada de Kirkus Reviews, que destacó la habilidad de Trung Le Nguyen para combinar cuentos de hadas vietnamitas y del Oeste en su historia, a la vez que la conectaba con la lucha del personaje principal por salir del clóset. El crítico también elogió el arte, afirmando que el ingenioso uso del color de Le Nguyen facilita la sofisticada integración de historias dentro de la historia, técnica que se utiliza para resaltar la compleja dinámica entre los miembros de la primera y la segunda generación de la familia. Terry Hong, en una reseña para The Booklist, la calificó como un «homenaje al infinito poder de la narración». Una reseña publicada en Good Comics for Kids calificó la historia de «impecable» y elogió el estilo artístico de Nguyen.
En una reseña para The Horn Book Magazine, Jerry Dear lo calificó de una «novela gráfica imaginativa» y destacó el uso que hace Nguyen de «tonos pastel de rojo, marrón y morado» para cambiar entre las distintas historias que se cuentan en paralelo. Publishers Weekly también elogió el uso que el autor hace de diferentes colores para representar una capa diferente de realidad, y finalizó la reseña diciendo: «El conmovedor debut de Nguyen captura las perspectivas y la esencia del vínculo entre un padre y un hijo». The New York Times publicó una reseña de Jen Wang, en la que llama a Nguyen «un narrador talentoso». Wang alabó cómo el autor utiliza el medio de las novelas gráficas y los cuentos de hadas para enfatizar diferentes emociones, como «el romance o la melancolía», y culturas, y finaliza su reseña llamando a la novela «especialmente inventiva».

### Premios
Nguyen fue nominado a un premio Eisner en la categoría de Mejor escritor/artista por su trabajo en The Magic Fish, y ganó el premio Harvey 2021 al Libro del Año. Además, la novela fue preseleccionada para la categoría de Mejor novela gráfica/de cómic de los British Fantasy Awards, el GLAAD Media Awards al cómic más destacado, y el premio literario Lambda para literatura juvenil. La traducción italiana, Magic fish. Le storie del pesce magico ganó el premio Romics al mejor libro infantil y fue finalista de los premios Mare di Libri de 2022. La traducción al francés fue seleccionada para la lista de mejores libros juveniles del Festival Internacional de Cómics de Angulema de 2023.